# Roman Batko
Roman Andrzej Batko (ur. 9 grudnia 1966 w Krakowie) – polski teoretyk i praktyk zarządzania, doktor habilitowany nauk humanistycznych w dyscyplinie nauki o zarządzaniu , profesor zarządzania na Wydziale Zarządzania, w Katedrze Zarządzania Przedsiębiorstwem Akademii Górniczo-Hutniczej (AGH), prezes zarządu Adminis Sp. z o.o. (od 2018; także koordynator zespołu audytorskiego) oraz Energreen Sp. z o.o. (od 2019). Jest członkiem Komisji Zarządzania Kulturą i Mediami Polskiej Akademii Umiejętności.
Prowadzi badania nad organizacjami przyszłości. Specjalizuje się w zarządzaniu procesami, jakością, a przede wszystkim sztuczną inteligencją w zarządzaniu, cyborgizacją i wpływem technologii na organizowanie, zwłaszcza w jej humanistycznym wymiarze - współpracy człowieka z maszynami. Jest autorem kilku książek i ponad stu artykułów i ekspertyz. W 2013 r. ukazała się jego książka Golem, Awatar, Midas, Złoty Cielec: Ponowoczesna organizacja publiczna, nominowana do nagrody Economicus 2014, w 2015 redagowana książka Zarządzanie humanistyczne, a w 2017 r. także redagowana książka Strategic Imperatives and Core Competencies in the Era of Robotics and Artificial Intelligence (IGI).

## Życiorys
W latach 2000–2018 kierował kilkudziesięcioma projektami wdrażania systemów zarządzania w organizacjach biznesowych i jednostkach służby publicznej – m.in. Mazowieckim Urzędzie Marszałkowskim, Mazowieckim Urzędzie Wojewódzkim, Wojewódzkim Urzędzie Pracy w Krakowie, Urzędzie Miasta Krakowa i innych, licznych urzędach gmin i powiatów (m.in. Sandomierza, Wieliczki, Kalwarii Zebrzydowskiej, Oświęcimia, Prudnika, Krzeszowic, Brzeszcz, Stryszowa, Mucharza, Wieprza i Chełmka), a także instytucjach kultury: Muzeum Narodowym w Warszawie, Krakowie i w Kielcach, Muzeum Sztuki w Łodzi, Muzeum – Zamku w Łańcucie, Muzeum Zamkowym w Pszczynie, Muzeum Archeologicznym i Etnograficznym w Łodzi, Muzeum Miasta Łodzi, Ośrodku Dokumentacji Sztuki Tadeusza Kantora Cricoteka, Galerii Bunkier Sztuki w Krakowie, Galerii Arsenał w Białymstoku, Galerii Labirynt w Lublinie, Centralnym Muzeum Włókiennictwa w Łodzi i Domu Kultury "Podgórze" w Krakowie. Autor i współautor kilkudziesięciu ekspertyz i raportów, wśród nich dla Kancelarii Prezesa Rady Ministrów, Ministerstwa Spraw Wewnętrznych i Administracji, Ministerstwa Finansów, Ministerstwa Gospodarki, Ministerstwa Nauki i Szkolnictwa Wyższego, Ministerstwa Kultury i Dziedzictwa Narodowego, Krajowej Rady Radiofonii i Telewizji, a także Instytutu Spraw Publicznych w Warszawie.
W 2016 r. został powołany do Rady Programowej Narodowego Instytutu Muzealnictwa i Ochrony Zbiorów.
Do 2021 (co najmniej) był profesorem Akademii Wojsk Lądowych we Wrocławiu, zasiadał tam także w senacie uczelni.

## Wybrane publikacje
Monografie autorskie i redakcje:
- Batko R., Goban-Klas, T., Kalinowska - Żeleźnik, A., Kłopotowska, S., Kreft, J., Lusińska, A., & Szeluga-Romańska, M. (2017). Facebook. Oblicza i dylematy. Kraków: Wydawnictwo Uniwersytetu Jagiellońskiego.
- Batko, R., Szopa, A. (Eds.). (2017). Strategic Imperatives and Core Competencies in the Era of Robotics and Artificial Intelligence. Hershey: Business Science Reference (IGI Global).
- Nierenberg, B., Batko, R., i Sułkowski, Ł. (red.), (2015). Zarządzanie humanistyczne. Kraków: Wydawnictwo Uniwersytetu Jagiellońskiego.
- Batko R., (2013). Golem, Awatar, Midas, Złoty Cielec: organizacja publiczna w płynnej nowoczesności, Wydawnictwo Akademickie SEDNO, Warszawa, s. 352.
- Batko R., (2012), Nowy paradygmat funkcjonowania administracji publicznej, Olsztyn: Ideico, s. 178.
- Batko R., (2011), Zarządzanie zmianą w organizacjach publicznych: projektowanie i wprowadzanie nowoczesnych metod i narzędzi zarządczych w Wojewódzkim Urzędzie Pracy w Krakowie, Kraków: Wojewódzki Urząd Pracy, s. 232.
- Batko R., Kotowski R., (2010), Nowoczesne muzeum. Dziedzictwo i współczesność, Muzeum Narodowe w Kielcach, Kielce, s. 160.
- Batko R., (2009), Zarządzanie jakością w urzędach gminy, Wydawnictwo Uniwersytetu Jagiellońskiego, Kraków, s. 210.

Rozdziały w monografiach i artykuły (2012-2018):
- Baliga-Nicholson, K. Batko, R. (2018), The digitized voice is calling: Re-imagining organizational practice and “consciousness”, Przedsiębiorczość i Zarządzanie, Vol. XIX, nr6/1, Społeczna Akademia Nauk, Łódź-Warszawa.
- Batko, R. (2017). Chapter 1: Panopticon – Cybercontrol in Liquid Modernity: What Does Control Really Mean in Contemporary Management? In R. Batko & A. Szopa (Eds.), Strategic Imperatives and Core Competencies in the Era of Robotics and Artificial Intelligence. Hershey: Business Science Reference (IGI).
- Rogala, P., Batko, R., & Wawak, S. (2017). Factors affecting success of training companies. Studies in Continuing Education, 39(3), 357–370.
- Batko, R., & Kreft, J. (2017). The superfluousness of CSR in media organizations. Conclusions from public radio research in Poland. Journal of Organizational Change Management, 30(1), (p. 91–105).
- Wawak, S., Batko, R., & Rogala, P. (2017). Quality Management Standard for Learning Service Providers – Critical Analysis. Problemy Zarządzania, vol. 15nr 1 (65), cz. 1: 176 – 191.
- Batko, R., & Kreft, J. (2017). The Sixth Estate – the Rule of Algorithms. Problemy Zarządzania, 2 (66).
- Batko, R. (2016). Dialog i solidarność. w: M. Kostera i B. Nierenberg (red.), Komunikacja społeczna w zarządzaniu humanistycznym (s.93-106). Kraków: Wydawnictwo Uniwersytetu Jagiellońskiego.
- Batko, R. (2016). Metafory organizacji publicznej. w: B. Glinka i M. Kostera (red.), Nowe kierunki w organizacji i zarządzaniu (s. 189–210). Warszawa: Wolters Kluwer.
- Batko, R. (2015). The vacuum and the imagination of space : the cultural role of Żyznowski Publishing House. In E. Kocój & Ł. Gaweł (Eds.), Faces of identity and memory : the cultural heritage of Central and Eastern Europe (managing and case studies) (pp. 89–111). Kraków: Jagiellonian University Press.
- Batko, R. (2015). O pożytkach czytania literatury (pięknej) w naukach o zarządzaniu. w: B. Nierenberg, R. Batko, i Ł. Sułkowski (red.), Zarządzanie humanistyczne. Kraków: Wydawnictwo Uniwersytetu Jagiellońskiego.
- Batko, R., Bogacz-Wojtanowska, E. (2015). Przedsiębiorstwa społeczne – poszukiwanie tożsamości pomiędzy celami ekonomicznymi a społecznymi. Problemy Zarządzania, vol.13 nr 4 (56), 195–206.
- Batko, R. (2015). O wartościach w przywództwie edukacyjnym. w: G. Mazurkiewicz (red.), Przywództwo edukacyjne: Zaproszenie do dialogu (s. 97–105). Kraków: Wydawnictwo Uniwersytetu Jagiellońskiego.
- Batko, R., Kostera, M. (2015). Rola mediów w budowaniu kapitału symbolicznego: przykład sektora publicznego w Polsce. Zarządzanie Mediami, 3 (1).
- Batko, R. (2015). Zarządzanie jakością w organizacjach publicznych. w: B. Kożuch i Ł. Sułkowski (red.), Instrumentarium zarządzania publicznego. Warszawa: Difin (s. 57–72)
- Batko, R. (2015). Czytanie tekstów. w: M. Kostera (red.), Metody badawcze w zarządzaniu humanistycznym. Warszawa: Wydawnictwo Akademickie Sedno (s.109-118).
- Batko, R., Rogala, P. (2015). „Standardy jakości w działalności edukacyjno-szkoleniowej”. Problemy Jakości, R. 47(1), s. 2–5.
- Batko, R. (2014). Liquid University. In J. Kociatkiewicz & M. Kostera (Eds.), Liquid Organization: Zygmunt Bauman and organization theory. London: Routledge (pp. 104–119).
- Batko, R. (2014). Intuicja, adrenalina i spontaniczność- historie o niezwykłym zarządzaniu projektami artystycznymi. w: M. Kostera (red.), O zarządzaniu historie niezwykłe. Studia przypadków z zarządzania humanistycznego. Warszawa: Difin (s. 32–44).
- Batko, R. (2013). Horror vacui i wyobraźnia przestrzeni. w: M. Kostera (red.), Organizować z polotem: wyobraźnia organizacyjna w praktyce. Warszawa: Wydawnictwo Akademickie Sedno (s. 105–124).
- Batko, R. (2013). Chapter 41 – Business Process Management in Polish Public Administration: Anthropological Aspects of Change in the Face of Technology. In: T. Marek, W. Karwowski, M. Frankowicz, J. I. Kantola, & P. Zgaga (Eds.), Human Factors of a Global Society: a System of Systems Perspective. CRC Pred.ss. Taylor and Francis Group (pp. 463–474).
- Batko, R. (2012). Business Process Modeling: A Practical Introduction to Academic Entrepreneurship. In A. Szopa, W. Karwowski, & P. O. D. Pablos (Eds.), Academic Entrepreneurship and Technological Innovation: A Business Management Perspective. Hershey: Information Science Reference (IGI Global), (pp. 100–113).
- Batko, R. (2012). Czym jest dla mnie humanistyczne zarządzanie? w: E. Orzechowski i Ł. Gaweł (red.), Zarządzanie – kultura, media, dziedzictwo. Kraków: Wydawnictwo Attyka.
- Batko, R. (2012). Zarządzanie procesowe jako element Systemu Zarządzania Jakością opartego na wymaganiach międzynarodowej normy ISO 9001:2008. w: E-administracja warunkiem rozwoju Polski. Olsztyn: Uniwersytet Warmińsko – Mazurski (s. 1–19).